# Rüdiger Hutzmann
Rüdiger Hutzmann, talvolta scritto Huzmann (... – 22 febbraio 1090), è stato un vescovo cattolico tedesco.
Fu vescovo Spira dal 1075 al 1090.
Rüdiger Hu[t]zmann proveniva da una famiglia appartenente alla Dinastia Salica. Fu un canonico della Duomo di Spira e diresse la prestigiosa Scuola della Cattedrale voluta da Benno II di Osnabrück, dove operò anche come insegnante.
Fu ordinato vescovo di Spira dall'imperatore Enrico IV nel periodo della lotta per le investiture. Come vescovo, Hutzmann invitò 1.084 ebrei a stabilirsi nella sua diocesi perché dessero nuovo impulso ai commerci ed elevassero l'economia delle popolazioni da lui amministrate pastoralmente.
Per evitare che i nuovi arrivati fossero disturbati dalla insolenza dalla popolazione cristiana, individuò per gli ebrei un'area che fece circondare da un muro atto a proteggerli,  dando così vita, involontariamente, a un vero e proprio ghetto ante litteram.